# Oryzias
Oryzias – rodzaj ryb belonokształtnych z rodziny kaczorkowatych (Adrianichthyidae). Są szeroko rozprzestrzenione w Azji Południowej i Południowo-Wschodniej oraz dalej na południe – na wyspach Celebes i Timor. Żyją w wodach słodkich, a niektóre również w słonawych.

## Gatunki
Do rodzaju Oryzias zaliczane są gatunki:
| - Oryzias bonneorum - Oryzias carnaticus - Oryzias celebensis – ryżanka celebeska - Oryzias curvinotus - Oryzias dancena - Oryzias eversi - Oryzias hadiatyae - Oryzias haugiangensis - Oryzias hubbsi - Oryzias javanicus – ryżanka jawańska - Oryzias latipes – ryżanka japońska, ryżówka, medaka, ryżówka japońska - Oryzias luzonensis - Oryzias marmoratus - Oryzias matanensis - Oryzias mekongensis | - Oryzias melastigma - Oryzias minutillus - Oryzias nebulosus - Oryzias nigrimas - Oryzias orthognathus - Oryzias pectoralis - Oryzias profundicola - Oryzias sakaizumii - Oryzias sarasinorum - Oryzias setnai - Oryzias sinensis - Oryzias songkhramensis - Oryzias timorensis - Oryzias uwai - Oryzias woworae |

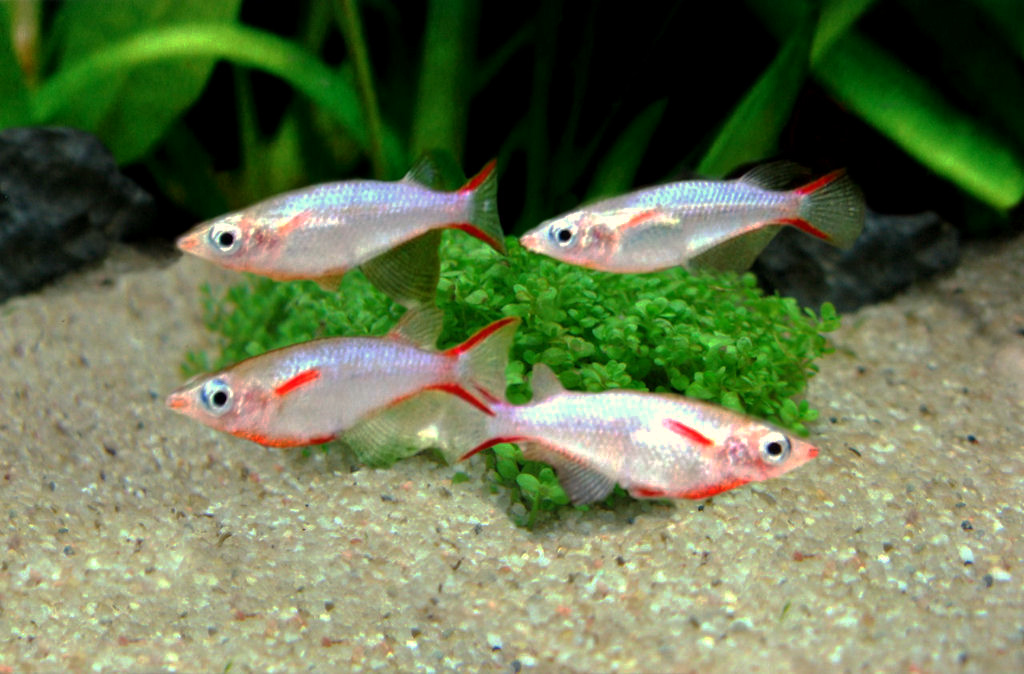
Oryzias woworae